# Třída Kii
Třída Kii byla plánovaná třída superdreadnoughtů japonského císařského námořnictva z 20. let 20. století. Celkem byla plánována stavba čtyř jednotek této třídy. Jejich stavba byla zrušena po Washingtonské konferenci.

## Stavba
Brzy po skončení první světové války hrozilo vypuknutí nových závodů ve zbrojení. Po porážce císařského Německa se třetí nejvýznamnější námořní mocností (po Velké Británii a USA) stalo Japonsko, které chtělo své námořnictvo dále posílit prostřednictvím ambiciózního programu stavby bitevních lodí a bitevních křižníků. Roku 1920 byla zahájena stavba dvou bitevních lodí třídy Tosa a plánována byla stavba dalších čtyř jednotek třídy Kii. V letech 1920–1921 byly dále rozestavěny čtyři bitevní křižníky třídy Amagi, přičemž připravovány byly další čtyři označené jako třída č. 13. Rozsáhlá výstavba válečných lodí probíhala rovněž v USA, které byly hlavním japonským námořním rivalem.
Vývoj nové třídy rychlých bitevních lodí vedl Juzuru Hiraga. Vycházel přitom z bitevních křižníků třídy Amagi. Celkem byla v letech 1921–1922 objednána stavba čtyř jednotek této třídy. Každou měla postavit jiná japonská loděnice. Bitevní loď Kii měla být postavena v Jokosuce, Owari v Kure, Suruga v Kóbe a Omi v Nagasaki. Stavba byla zrušena před založením kýlu na základě výsledků Washingtonské konference.

## Konstrukce
Výzbroj mělo tvořit deset 410mm kanónů typu 3. roku ve dvoudělových věžích, šestnáct 140mm kanónů typu 3. roku, čtyři 120mm kanóny typu 10. roku a osm 610mm torpédometů. Pohonný systém mělo tvořit 19 kotlů Kampon a čtyři turbíny Gihon o výkonu 131 200 shp, pohánějící čtyři lodní šrouby. Nejvyšší rychlost měla dosahovat 29,7 uzlu. Plánovaný dosah byl 8000 námořních mil při rychlosti 14 uzlů.